# دورين (ريف دمشق)
بلدة دورين بلدة سورية تابعة لمدينة قطنا التابعة بدورها لمحافظة ريف دمشق، ترتفع 950 م عن سطح البحر تقع في وسط النواحي التالية: سعسع - مزرعة بيت جن - خان أرنبة
تحدها القرى والبلدات التالية:الخزرجية - حرفا - الشوكتلية - العدنانية - رسم الطحين